# Hans Neuhoff

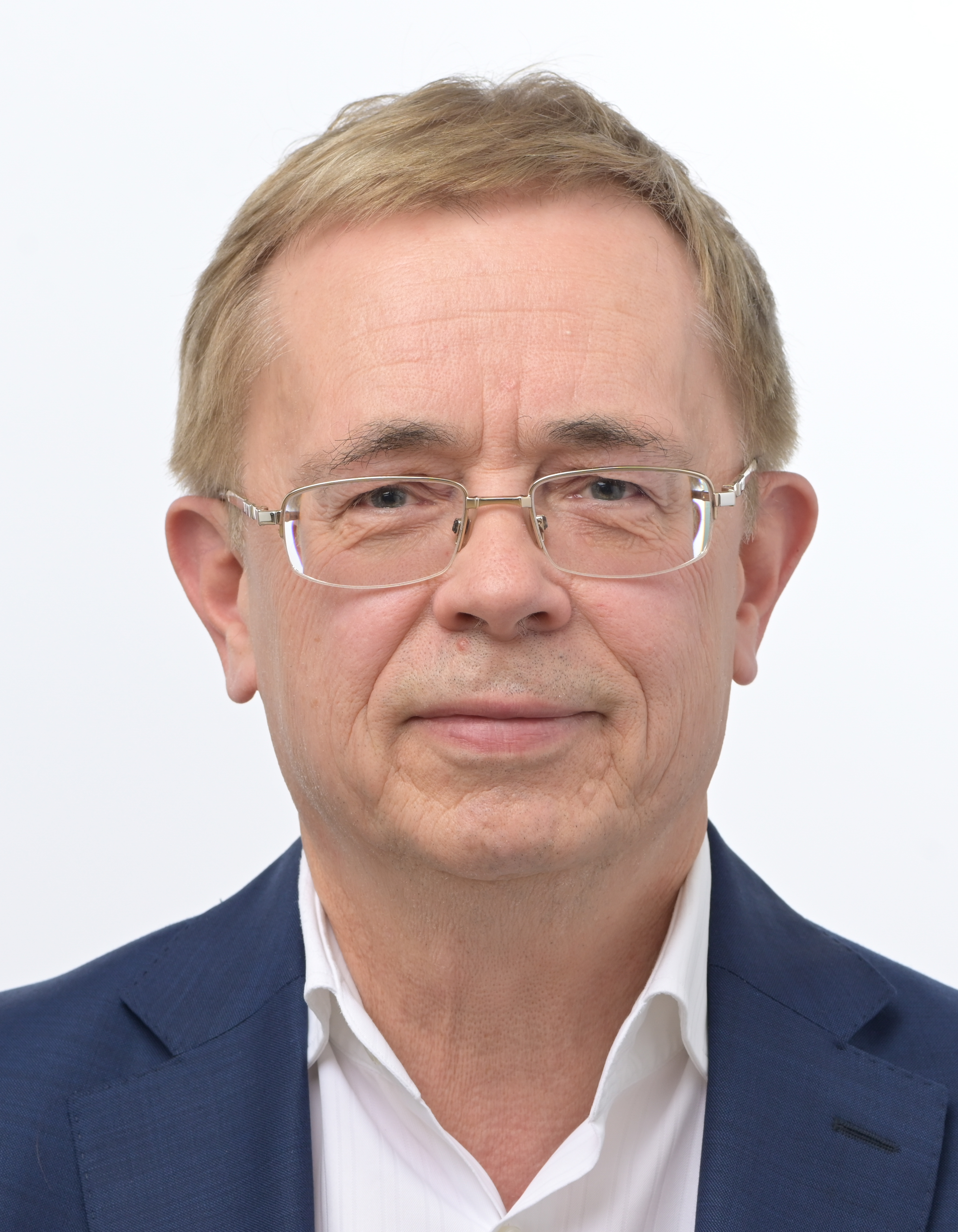
Hans Neuhoff (2024)

Hans Ludwig Neuhoff (* 10. Januar 1959 in Bonn) ist ein deutscher Kultursoziologe, Musikwissenschaftler und Politiker (AfD). Er bekleidet seit 2004 die Professur für Soziologie und Psychologie der Musik an der Hochschule für Musik und Tanz Köln. Bei der Europawahl 2024 wurde er in das Europäische Parlament gewählt.

## Leben
Nach einer musikalischen Ausbildung (Violine und Tabla) in Deutschland und Indien studierte Neuhoff Musikwissenschaft bei Carl Dahlhaus und Helga de la Motte-Haber an der TU Berlin und Indische Philologie an der Freien Universität Berlin. Von 1991 bis 1993 war er Promotionsstipendiat der Studienstiftung des deutschen Volkes und promovierte 1994 mit einer Dissertation über das indische Raga-System. Von 1996 bis 2002 arbeitete er als wissenschaftlicher Assistent an der Technischen Universität Berlin und habilitierte sich 2004 ebendort mit der Schrift „Konzertbesuch und Sozialstruktur“ für die Fächer Kultursoziologie und Musikwissenschaft. Im selben Jahr erhielt er einen Ruf auf die Professur für Systematische Musikwissenschaft an der Hochschule für Musik und Tanz Köln.

## Forschung
Zu seinen Arbeitsgebieten gehören neben Musiksoziologie und Musikpsychologie auch die empirische Rhythmusforschung und Musikethnologie. Neuhoff erhielt Projektförderungen u. a. von der Deutschen Forschungsgemeinschaft, der Fritz-Thyssen-Stiftung und dem Land Nordrhein-Westfalen. Als Kurator konzipiert und organisiert er seit über 20 Jahren außerdem kulturübergreifende Musik- und Tanzprojekte mit Künstlern aus Indien, dem Vorderen Orient, afrikanischen und europäischen Ländern.

## Positionen
Im Jahr 2015 war Neuhoff Tagungsteilnehmer einer Konferenz zu Weltmusik und Einwanderungskulturen. Er forderte dort unter anderem, in Deutschland geborenen Künstlern mit Migrationshintergrund gleiche Chancen bei der musikalischen Ausbildung und Berufsfindung zu ermöglichen. Kultureller Austausch sei wichtig.
Gleichwohl tritt Neuhoff für das Konzept einer deutschen bzw. europäischen Leitkultur ein. Leitkultur bedeute, dass in Situationen kulturell bedingter Wert- und Normkonflikte den Werten und Normen einer bestimmten Kultur der Vorrang zukommt. Der Begriff einer deutschen (europäischen) Leitkultur besitze insofern keinen universalen Geltungsanspruch.
2023 hielt Neuhoff den Hauptvortrag zum Thema „Ukrainekonflikt“ beim 20. Jubiläum des neurechten Magazins Sezession, der an einen Vortrag am Institut für Staatspolitik anknüpfte. 2024 meinte er in einer Podiumsdiskussion der IHK Bonn/Rhein-Sieg, er sehe keine Bedrohung aus Russland, solange Wladimir Putin „da ist“. Neuhoff setzt sich dafür ein, dass ein junger AfD-Politiker, der als Freiwilliger für die Ukraine kämpfte, aus der AfD ausgeschlossen wird. Der AfD-Politiker Rüdiger Lucassen kommentierte Neuhoffs Positionierung im Ukrainekrieg mit den Worten: „Mir ist kaum jemand bekannt, der sich so leidenschaftlich für den Sieg der Russischen Föderation einsetzt.“

## Politik
Neuhoff trat 2017 in die AfD ein. Er war Sprecher des AfD-Kreisverbands Bonn, Mitglied des Bezirksvorstands Köln und ist seit Februar 2022 Mitglied des AfD-Landesvorstands Nordrhein-Westfalen. Im Februar 2024 wurde er als Landesvorstandsmitglied bestätigt. Auf Bundesebene ist Neuhoff seit 2019 Mitglied der Bundesprogrammkommission und des Bundesfachausschusses „Außen- und Sicherheitspolitik“ der Partei. Auf Landesebene wirkt Neuhoff als Leiter der Programmkommission des Landesverbands Nordrhein-Westfalen und als Leiter des Landesfachausschusses „Außen- und Sicherheitspolitik“. Neuhoff ist außerdem für die Landtagsfraktion der AfD NRW Sachverständiger bei Anhörungen und Mitglied des Kuratoriums der parteinahen Desiderius-Erasmus-Stiftung.
Bei der Kommunalwahl 2020 gewann er ein Mandat im Bonner Stadtrat. Parteiintern geriet Neuhoff 2024 in die Kritik, da er an nur 13 von 36 Ratssitzungen teilgenommen hatte. Ein Antrag auf dem Kreisparteitag der AfD Bonn forderte ihn im Mai 2024 zur Rückgabe seines Mandats auf. Nach der Wahl ins EU-Parlament kam er dem nach und legte sein Stadtratsmandat nieder.
Zur Bundestagswahl 2021 war er AfD-Kandidat im Wahlkreis Bonn und erhielt 4,1 % der Erststimmen. Bei der Landtagswahl 2022 kandidierte er im Wahlkreis Bonn I, in dem er 3,4 % erhielt.
Neuhoff wurde im Juli 2023 auf einem Europaparteitag in Magdeburg auf Listenplatz 8 als Kandidat der AfD zur Europawahl 2024 gewählt. Die AfD erhielt 15 Sitze, sodass er zum Mitglied des Europäischen Parlaments gewählt wurde. Laut Medienberichten stellte er am Tag nach der Wahl den – schließlich erfolgreichen – Antrag, Spitzenkandidat Maximilian Krah nicht in die AfD-Delegation aufzunehmen.

## Privates
Neuhoff ist verheiratet und hat drei Kinder. Seine Frau stammt aus Burkina Faso.